# Brachychampsa
Brachychampsa („krátký krokodýl“) je rod dávno vyhynulého pravěkého krokodýla, který žil v období pozdní křídy a počátku kenozoika na území Severní Ameriky a možná i Kazachstánu.

## Popis
Tito obojživelní draví plazi žili v době posledních dinosaurů, kteří vyhynuli na konci křídové periody před 66 miliony let. Rod Brachychampsa naopak přežil až do staršího paleogénu (pozdní paleocén), vyhynul zřejmě před 63 miliony let. Charakteristickým znakem tohoto krokodýla je mohutné tělní brnění v podobě zkostnatělých destiček - osteodermů. Jejich fosilie jsou objevovány například v sedimentech souvrství Hell Creek, Menefee a dalších.

## V populární kultuře
Druh Brachychampsa montana se objevuje v textu knihy Poslední dny dinosaurů, kde se s ním setká čtveřice lidských hrdinů - cestovatelů časem.